# Шварценбрук
Шварценбрук (њем. Schwarzenbruck) општина је у њемачкој савезној држави Баварска. Једно је од 27 општинских средишта округа Нирнбергер Ланд. Према процјени из 2010. у општини је живјело 8.463 становника. Посједује регионалну шифру (AGS) 9574157.

## Географски и демографски подаци
Шварценбрук се налази у савезној држави Баварска у округу Нирнбергер Ланд. Општина се налази на надморској висини од 365 метара. Површина општине износи 22,2 km². У самом мјесту је, према процјени из 2010. године, живјело 8.463 становника. Просјечна густина становништва износи 381 становника/km².

## Међународна сарадња
| Мјесто   | Држава   | Врста сарадње | Од    |
| -------- | -------- | ------------- | ----- |
| Гуфидаун | Италија  | партнерство   | 1971. |
| Кецел    | Мађарска | партнерство   | 1991. |
| Уречу    | Шпанија  | партнерство   | 1991. |
| Извор    |          |               |       |